# Франтішек Халупа (письменник)
Франтішек Халупа (František Chalupa; 30 грудня 1857, Кралиця біля Уґліржске-Яновіце — 1 січня 1890, Прага) — австро-угорський чеський письменник, поет, журналіст і перекладач (в тому числі з української та російської мови). Багато своїх творів написав під псевдонімом «Вацлав Яловек».

## Біографія
Середню освіту здобув у гімназії в Градець-Кралове, де був одним з кращих студентів. Вивчав давньогрецьку та латинь, а також зацікавився польською та російською мовами, в цей же період написав свої перші вірші і зробив перші переклади віршів з інших мов. Викладачі гімназії рекомендували, щоб після закінчення її він вступив вивчати класичну філологію, в той час як його батько хотів, щоб він став священиком. Сам Франтішек хотів займатися літературою і бути вчителем, поетом, істориком літератури і перекладачем. Щоб реалізувати свої плани, він відправився в 1877 році в Прагу, де вступив на філософський факультет Празького університету, де вивчав класичну філологію.

Крім навчання в університеті і приватних уроків літератури, став одним із засновників і учасників діяльності празького гуртка Umělecká beseda. На відміну від інших, завжди був тверезий, стриманий, урівноважений, але, також на відміну від інших, носив дуже бідний одяг (батько відмовився його підтримувати), не мав великої впевненості в собі і не любив торкатися в розмовах особистих тем.
Після річного перебування в Празі його становище почало поліпшуватися. За наукову роботу з філософії Епіктета він отримав премію в 40 золотих, а його літературні роботи незабаром здобули популярність. Він публікував есе, оповідання та вірші, писав рецензії на художні твори, перекладав з російської, польської та латини і продовжував навчання.
У 1880 став головним редактором журналу Ruch, залишаючись на цій посаді до 1882 року. Це був самий плідний період в його творчості. Для Руху він написав безліч статей, в деяких номерах більш ніж половину статей, як під своїм власним ім'ям, так і під псевдонімами. Кілька віршованих та прозових творів його авторства опубліковані у вигляді книг. Він також писав короткі статті, некрологи і дослідження для інших журналів.
Після 1886 року в нього почалася особиста і творча криза. Його фізичне і психічне здоров'я похитнулося, пропало бажання працювати і почалися проблеми з алкоголем. Можливо, він «зламався» після швидко досягнутого ним в Празі успіху, але могли бути і інші причини. Помер у віці 32 року після декількох років творчої бездіяльності.